# تاييو شيموكاوا
تاييو شيموكاوا (باليابانية: 下川 太陽) (مواليد 7 مارس 2002) هو لاعب كرة قدم ياباني.

## وصلات خارجية
- تاييو شيموكاوا على موقع رابطة كرة القدم اليابانية للمحترفين (اليابانية)
- تاييو شيموكاوا على موقع قاعدة بيانات كرة القدم.إي يو (الإنجليزية)
- تاييو شيموكاوا على موقع Soccerway.com (الإنجليزية)